# Xella
Xella International est un fabricant de matériaux de construction dont le siège social est basé à Duisbourg en Allemagne.

## L'entreprise
En décembre 2016, le fonds d'investissement Lone Star Funds achète Xella auprès de PAI partners et Goldman Sachs.
En 2017, Xella compte près de 6 000 employés et 95 usines réparties dans 20 pays.

## Marques
Sous les marques Ytong et Siporex, l'entreprise fabrique des blocs de béton cellulaire pour la construction et l'isolation thermique de bâtiments. En France, ces blocs sont fabriqués par trois usines : Saint-Savin en Isère, Mios en Gironde et Saint-Saulve dans le département du Nord.
Elle produit également des dalles en béton cellulaire armé sous la marque Hebel, de l'isolation minérale thermique et coupe-feu sous la marque Multipor et des blocs silico-calcaires sous la marque Silka pour la construction de murs porteurs et l'isolation phonique.
En 2017, Xella cède la marque Fermacell (plaques en fibres de cellulose et gypse) pour 473 millions d'euros ainsi que Fels (producteur de chaux) et fait l'acquisition du fabricant de laine de verre Ursa, qu'elle revend en 2022,,,.